# Baseball-Europameisterschaft
Als Baseball-Europameisterschaften bezeichnet man die seit 1954 ausgetragenen Turniere zwischen europäischen Baseball-Nationalmannschaften, die vom europäischen Baseball-Dachverband CEB ausgerichtet werden.
Die letzte Endrunde fand  2019 in Deutschland statt. Europameister wurde der Titelverteidiger Niederlande, gefolgt von Italien, und Spanien als Dritten.
Sie findet grundsätzlich alle zwei Jahre statt, für 2010 – statt 2009 sowie für 2019 – statt 2018 wurden Durchbrechungen des Rhythmus beschlossen. 2018, damit das Turnier als europäische Qualifikation für die Olympischen Spiele 2020 dienen konnte. Das Turnier 2009 war ursprünglich an Russland vergeben worden.

## Erfolgreiche Mannschaften
Erfolgreichste Teilnehmer an Baseball-Europameisterschaften sind die Niederlande, die bei 31 Teilnahmen 22-mal den Titel erringen konnten, darunter die fünf Ausgaben von 1999 bis 2007. Außerdem wurden sie insgesamt neunmal Vize-Europameister, sodass die Niederlande bei jeder ihrer Teilnahmen mindestens das Finale erreichen konnten. Zweiterfolgreichstes Team ist Italien, die den Niederlanden ausnahmslos ihre neun Finalniederlagen beibrachten. Insgesamt konnte Italien zehnmal eine Baseball-Europameisterschaft gewinnen, die beiden anderen Sieger waren Belgien 1967 und Spanien 1955.
Die Schweiz konnte sich im Verlauf des Turniers noch nie für eine Endrunde qualifizieren, Österreich erstmals 1997. Die deutsche Nationalmannschaft nahm schon an der ersten Europameisterschaft teil und konnte mit einer Vize-Europameisterschaft 1957 neben insgesamt sieben Bronzerängen ihren größten Erfolg feiern.

## Die Turniere im Überblick
| Jahr         | Gastgeber              |               | Finale             | Finale      |              | Halbfinalisten | Halbfinalisten |
| Jahr         | Gastgeber              | Europameister | Vize-Europameister | 3. Platz    | 4. Platz     |                |                |
| 1954 Details | Belgien                | Italien       | Spanien            | Belgien     | Deutschland  |                |                |
| 1955 Details | Spanien                | Spanien       | Belgien            | Deutschland | Italien      |                |                |
| 1956 Details | Italien                | Niederlande   | Belgien            | Italien     | Spanien      |                |                |
| 1957 Details | Deutschland            | Niederlande   | Deutschland        | Italien     | Spanien      |                |                |
| 1958 Details | Niederlande            | Niederlande   | Italien            | Deutschland | Belgien      |                |                |
| 1960 Details | Spanien                | Niederlande   | Italien            | Spanien     | Schweden     |                |                |
| 1962 Details | Niederlande            | Niederlande   | Italien            | Spanien     | Belgien      |                |                |
| 1964 Details | Italien                | Niederlande   | Italien            | Spanien     | Schweden     |                |                |
| 1965 Details | Spanien                | Niederlande   | Italien            | Deutschland | Spanien      |                |                |
| 1967 Details | Belgien                | Belgien       | Großbritannien     | Deutschland | Spanien      |                |                |
| 1969 Details | Deutschland            | Niederlande   | Italien            | Spanien     | Deutschland  |                |                |
| 1971 Details | Italien                | Niederlande   | Italien            | Deutschland | Belgien      |                |                |
| 1973 Details | Niederlande            | Niederlande   | Italien            | Spanien     | Belgien      |                |                |
| 1975 Details | Spanien                | Italien       | Niederlande        | Deutschland | Spanien      |                |                |
| 1977 Details | Niederlande            | Italien       | Niederlande        | Belgien     | Spanien      |                |                |
| 1979 Details | Italien                | Italien       | Niederlande        | Belgien     | Schweden     |                |                |
| 1981 Details | Niederlande            | Niederlande   | Italien            | Schweden    | Belgien      |                |                |
| 1983 Details | Italien                | Italien       | Niederlande        | Belgien     | Spanien      |                |                |
| 1985 Details | Niederlande            | Niederlande   | Italien            | Belgien     | Schweden     |                |                |
| 1987 Details | Spanien                | Niederlande   | Italien            | Spanien     | Belgien      |                |                |
| 1989 Details | Frankreich             | Italien       | Niederlande        | Spanien     | Schweden     |                |                |
| 1991 Details | Italien                | Italien       | Niederlande        | Spanien     | Frankreich   |                |                |
| 1993 Details | Schweden               | Niederlande   | Italien            | Schweden    | Frankreich   |                |                |
| 1995 Details | Niederlande            | Niederlande   | Italien            | Belgien     | Spanien      |                |                |
| 1997 Details | Frankreich             | Italien       | Niederlande        | Spanien     | Russland     |                |                |
| 1999 Details | Italien                | Niederlande   | Italien            | Frankreich  | Russland     |                |                |
| 2001 Details | Deutschland            | Niederlande   | Russland           | Italien     | Frankreich   |                |                |
| 2003 Details | Niederlande            | Niederlande   | Griechenland       | Spanien     | Schweden     |                |                |
| 2005 Details | Tschechien             | Niederlande   | Italien            | Spanien     | Deutschland  |                |                |
| 2007 Details | Spanien                | Niederlande   | Großbritannien     | Spanien     | Deutschland  |                |                |
| 2010 Details | Deutschland            | Italien       | Niederlande        | Deutschland | Griechenland |                |                |
| 2012 Details | Niederlande            | Italien       | Niederlande        | Spanien     | Deutschland  |                |                |
| 2014 Details | Tschechien/Deutschland | Niederlande   | Italien            | Spanien     | Tschechien   |                |                |
| 2016 Details | Niederlande            | Niederlande   | Spanien            | Italien     | Deutschland  |                |                |
| 2019 Details | Deutschland            | Niederlande   | Italien            | Spanien     | Israel       |                |                |
| 2021 Details | Italien                | Niederlande   | Israel             | Italien     | Spanien      |                |                |
| 2023 Details | Tschechien             | Spanien       | Großbritannien     | Niederlande | Deutschland  |                |                |
| 2025 Details | noch unbekannt 1       |               |                    |             |              |                |                |
| 2027 Details | Deutschland            |               |                    |             |              |                |                |

1 Israel war ursprünglich als Ausrichter ausgewählt, der nationale Verband gab die Ausrichtung jedoch auf.

## Medaillenspiegel
| Rang | Nation         | Gold | Silber | Bronze |
| ---- | -------------- | ---- | ------ | ------ |
| 1.   | Niederlande    | 24   | 9      | 1      |
| 2.   | Italien        | 10   | 17     | 5      |
| 3.   | Spanien        | 2    | 2      | 15     |
| 4.   | Belgien        | 1    | 2      | 6      |
| 5.   | Großbritannien | 0    | 3      | 0      |
| 6.   | Deutschland    | 0    | 1      | 7      |
| 7.   | Griechenland   | 0    | 1      | 0      |
| 7.   | Russland       | 0    | 1      | 0      |
| 9.   | Schweden       | 0    | 0      | 2      |
| 10.  | Frankreich     | 0    | 0      | 1      |